# Цекин
Цекин (дукат) је један од назива (у Далмацији, Зети и касније, у Црној Гори) за млетачки златни новац (по ријечи „zecca“-кованица). Од 1284. године, кује га Млетачка република. Тежине 3,56 грама, до XV вијека је најраспрострањенији новац у средњовјековном Средоземљу. У балканским земљама називао се и дукат, по натпису ducatus (дуждева земља) који се налазио на аверсу. У средњовјековној Зети и Црној Гори (до краја XVI вијека) није се употребљавао у већој мјери, осим у приморским градовима под млетачком влашћу. Од XVII вијека је присутнија валута у Црној Гори, а помиње се и у црногорским тестаментима. Почетком XVIII вијека у Црној Гори је вриједио 125 акчи (аспри) а почетком XIX вијека, два талира (шест гроша или четири сребрна фиорина) али га као средство плаћања потискује фиорин.